# Herman Talmadge
Herman Eugene Talmadge, född 9 augusti 1913 i McRae, Georgia, död 21 mars 2002 i Hampton, Georgia, var en amerikansk politiker (demokrat). Han var guvernör i delstaten Georgia 1947 och 1948-1955. Han representerade Georgia i USA:s senat 1957-1981.
Talmadge avlade 1936 juristexamen vid University of Georgia och inledde därefter sin karriär som advokat i Atlanta. Han deltog i andra världskriget som officer i USA:s flotta.
Fadern Eugene Talmadge var guvernör i Georgia 1933-1937 och 1941-1943. Han kandiderade en gång till i guvernörsvalet i Georgia 1946 och Herman Talmadge var kampanjchef. Eftersom anhängarna var oroliga över Eugene Talmadges hälsa, såg de till att få några röster även för sonen Herman som en write-in kandidat. Eugene Talmadge avled efter valsegern och då bestämde sig delstatens lagstiftande församling, Georgia General Assembly, för att välja mellan kandidaterna som kommit på andra och tredje plats i valet. Herman Talmadges write-in röster hade räckt för en tredje plats och han vann valet i delstatens lagstiftande församling.
Melvin E. Thompson, som hade valts till viceguvernör, kunde inte acceptera förfarandet i Georgias lagstiftande församling. Han ansåg att han hade rätt att tillträda som guvernör. Dessutom ville den avgående guvernören Ellis Arnall låta bli att avgå, eftersom han ansåg att det fortfarande var vidöppet vem som skulle bli ny guvernör efter Eugene Talmadges död. Thompson hade nämligen överklagat beslutet till Georgias högsta domstol. Arnall gick sedan med på att stödja Thompson som ny guvernör. Emellertid tjänstgjorde Talmadge som Georgias 70:e guvernör från januari till mars 1947. Domstolen avgjorde sedan att Thompson hade rätt att tillträda och den lagstiftande församlingen hade i valet av Herman Talmadge brutit mot Georgias konstitution. Thompson tillträdde som guvernör och det ordnades ett fyllnadsval år 1948 för att slutgiltigt avgöra tvisten.
Herman Talmadge besegrade den sittande guvernören Melvin E. Thompson i fyllnadsvalet och tillträdde på nytt som guvernör den 17 november 1948. Han valdes till en fyraårig mandatperiod i guvernörsvalet 1950. Han efterträddes 1955 som guvernör av Marvin Griffin.
Senator Walter F. George kandiderade inte till omval i senatsvalet 1956. Talmadge vann valet och efterträdde George i senaten i januari 1957. Dessutom fick Talmadge en röst av en trolös elektor från Alabama i vicepresidentvalet som förrättades i samband med presidentvalet i USA 1956. Senator Talmadge var motståndare till afroamerikanernas medborgerliga rättigheter och han röstade för högre jordbruksunderstöd. Han omvaldes tre gånger och tjänstgjorde som ordförande i senatens jordbruksutskott 1971-1981. Han var 1979 föremål för en undersökning som gällde oegentligheter i rapporteringen av kampanjunderstöd. Vissa pengar som Talmadge hade fått hade rapporterats som kampanjunderstöd trots att de inte hade använts som sådana. Senaten tillrättavisade Talmadges förfarande med rösterna 81 mot 15. Talmadge besegrades av republikanen Mack Mattingly i senatsvalet 1980.
Talmadge var baptist. Han gravsattes på familjekyrkogården i Clayton County, Georgia.